# Gorsedd Cymru
La Gorsedd Cymru (Gorsedd de Galles, ancien nom gallois : Gorsedd Beirdd Ynys Prydain, Gorsedd des Bardes de l'Île de Bretagne) est une association littéraire et culturelle britannique créée à Londres en 1792 par Edward Williams, qui se faisait appeler Iolo Morganwg.

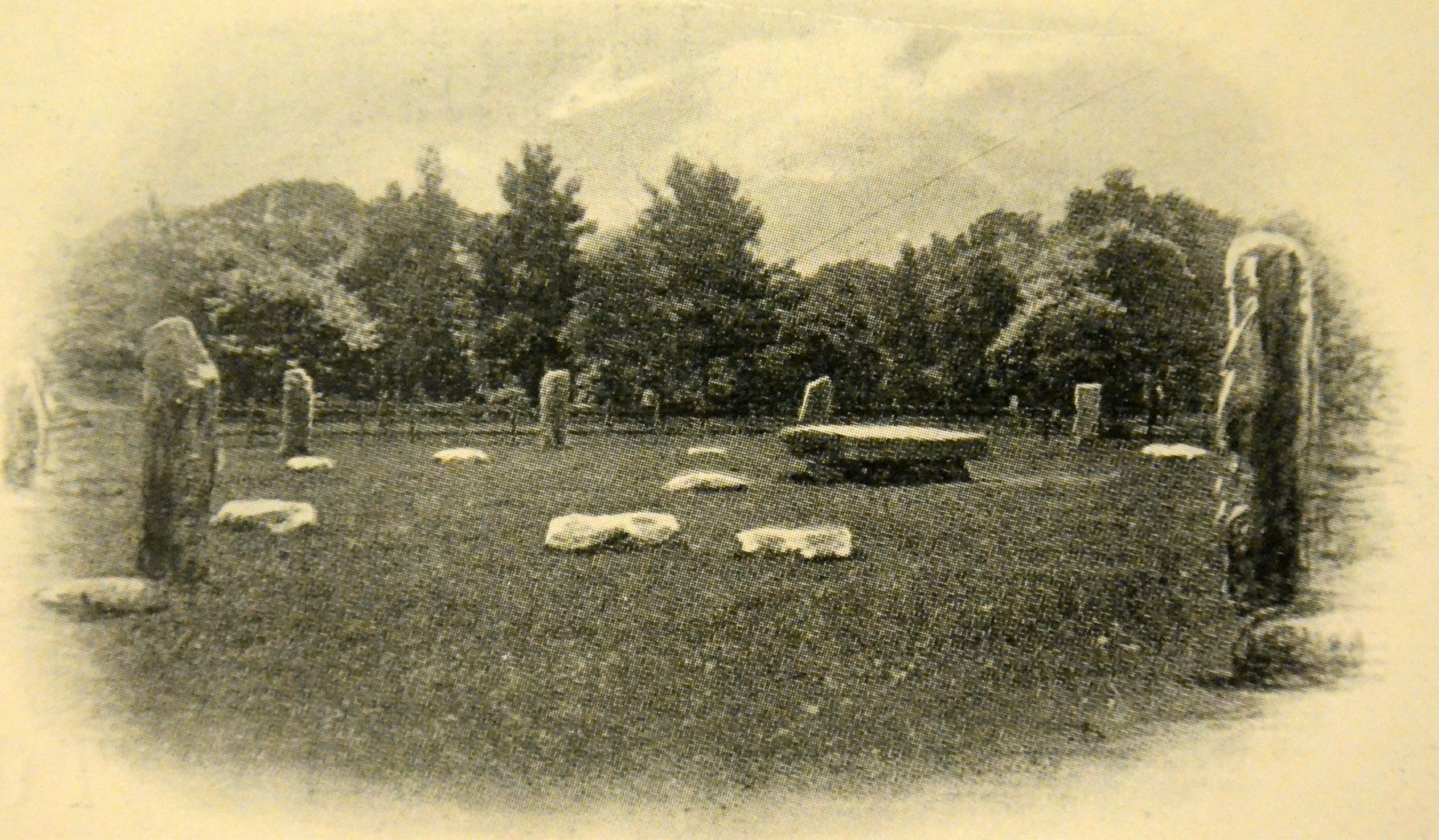
Champ aux menhirs (lieu de réunion) du Gorsedd des bardes de l'île de Bretagne, photographié vers 1900, à Cardiff

Les buts principaux sont de promouvoir la littérature, le savoir littéraire, la poésie et la musique du pays de Galles. Les cérémonies d’admission de nouveaux membres et de célébration de la fraternité celtique et de la paix visent à reproduire des pratiques des druides anciens. Comme ses filiales bretonnes, la Gorsedd de Bretagne, et la Gorsedd  de Cornouailles britannique, cette société est qualifiée[Par qui ?] de néo-druidique.

## Filiations historiques
Edward Williams a édité des textes gallois anciens qu’il donnait pour issus d’une tradition ininterrompue depuis les druides de l’Ancienne Bretagne (la Grande-Bretagne d’aujourd’hui). Il était aussi en relation avec des françs-maçons, comme ceux qui établirent l’Ancient Druid Order fondé, entre autres, par John Toland, un Irlandais établi à Londres.
Il a été prouvé qu’une partie des textes sur lesquels Edward Williams a établi les rites et les principes résultent de sa propre industrie, comme en témoigne sa biographie. Le rituel est aussi très influencé par le christianisme et a été largement enrichi dans les années 1930 par celui qui deviendra l’archidruide Cynan (1950–1954)[réf. nécessaire].

## Manifestations publiques
Les bardes du Moyen Âge gallois étaient des musiciens professionnels, aptes à composer des chansons poétiques et payés par les seigneurs, et ils peuvent être comparés aux trouvères et aux troubadours. Une tradition de jeux floraux, c’est-à-dire de compétition entre poètes et musiciens en langue galloise, a laissé des traces historiques aussi anciennes que le XIIe siècle. Ces compétitions artistiques sont appelées Eisteddfod en gallois.
La tradition a été rénovée au XVIIIe siècle et la Gorsedd des bardes, étant une association d’écrivains et de musiciens y a trouvé une place en 1819 avant de devenir un élément majeur de l’organisation. Les cérémonies sont des célébrations spéciales accompagnées de proclamation de prix pour les artistes en compétition. Elles sont télévisées sur des chaînes locales et nationales.
Des "congrès panceltiques" étaient organisés, par exemple les 14 et 15 août 1927 à Riec-sur-Bélon.

## Dignités et symbole de l’inspiration
Il y a trois rangs de dignité :
- les druides (saies blanches) au sommet ;
- les bardes (saies bleues) ;
- les ovates (saies vertes).

L’archidruide, élu pour trois ans et qui porte une saie dorée, est l’officiant principal des cérémonies à l’Eisteddfod. La Gorsedd de Bretagne a les mêmes triples rangs sous la conduite d’un Grand druide, alors que la Gorseth de Cornouailles n’a de des bardes menés par un Grand barde.
Les membres du collège portent des toques ou talgen arborant le symbole de la ligne verticale accostée de deux obliques (/|\) dénommé awen qui, en gallois comme en breton, signifie l’inspiration.

## Admission
Les candidats doivent passer un examen prouvant leur capacité en gallois. Les druides sont élus par les druides déjà admis.
Pour devenir archidruide, il faut avoir gagné l'un des trois prix décernés à l’Eisteddfod, la Couronne, le Trône et la Médaille de littérature en prose.
En 2003, pour la première fois, l’archidruide a été un titulaire de la Médaille et aussi le premier à être élu par tous les membres du collège. Parfois, les dignités sont accordées pour un investissement dans la culture galloise et la reine Élisabeth II a été investie comme druide pour ce motif.

## Cérémonies de remise de prix
- Le couronnement du barde (le meilleur poème est primé)
- La médaille de prose
- L’intronisation du barde (le meilleur des longs poèmes est primé)

Pour chacune de ces cérémonies, le rituel est le suivant :
- L’archdruide et les autres membres du Gorsedd viennent sur scène revêtus de leurs saies.
- Lorsque l’archidruide dévoile le nom du vainqueur, le Cor national (Corn Gwlad, une sorte de trompe) est sonné par le druide porte-cor en appelant symboliquement les quatre coins du pays.
- L’archidruide sort un glaive de son fourreau en demandant : « La paix est-elle établie ? » (Oes heddwch?) et il lui est répondu : « Elle l’est » (Heddwch).
- Une jeune femme mariée du pays lui présente alors la Corne d’abondance (Hirlas) qui lui demande de boire le « vin de l’hospitalité ». Une jeune fille offre alors des « fleurs de la terre et du sol du pays » et une danse florale est exécutée.